# Czarnocin (województwo podlaskie)
Czarnocin – wieś w Polsce, położona w województwie podlaskim, w powiecie łomżyńskim, w gminie Piątnica.
| SIMC    | Nazwa     | Rodzaj    |
| ------- | --------- | --------- |
| 0400981 | Pociejewo | część wsi |

Wierni kościoła rzymskokatolickiego należą do parafii Przemienienia Pańskiego w Piątnicy.

## Historia
Dawna wieś królewska Czarnocino położona była w drugiej połowie XVI wieku w powiecie kolneńskim ziemi łomżyńskiej województwa mazowieckiego.
W latach 1921–1939 wieś leżała w województwie białostockim, w powiecie łomżyńskim, w gminie Drozdowo.
Według Powszechnego Spisu Ludności z 1921 roku wieś zamieszkiwało 598 osób w 92 budynkach mieszkalnych. Miejscowość należała do parafii rzymskokatolickiej w Dorzyjałowie. Podlegała pod Sąd Grodzki i Okręgowy w Łomży; właściwy urząd pocztowy mieścił się w Łomży.
W wyniku napaści ZSRR na Polskę we wrześniu 1939 miejscowość znalazła się pod okupacją sowiecką. Od czerwca 1941 roku pod okupacją niemiecką. Od 22 lipca 1941 do 1945 włączona w skład Landkreis Lomscha, Bezirk Bialystok III Rzeszy.
Do 1954 roku miejscowość należała do gminy Drozdowo. Z dniem 18 sierpnia 1945 roku została wyłączona z woj. warszawskiego i przyłączona z powrotem do woj. białostockiego. W latach 1975–1998 miejscowość administracyjnie należała do województwa łomżyńskiego.